# Craigmyle (Alberta)
Craigmyle est un hameau (hamlet) du Comté de Starland, situé dans la province canadienne d'Alberta.